# Загорянська Катерина Федорівна
Катерина Федорівна Загорянська (нар.17 вересня 1898, Одеса — пом.4 квітня 1985, Київ) — радянська українська акторка. Заслужена артистка УРСР (1946).

## Життєпис
Народилася 17 вересня 1898 р. в Одесі. Закінчила Київський музично-драматичний інститут імені Миколи Лисенка (1920). Працювала у театрах Києва і Одеси.
Грала у фільмах «Пекоптьор!» (1954, матір), «Фотографії на стіні» (1978, епізод).
Померла 4 квітня 1985 р. в Києві. 